# Empusa spinosa
Empusa spinosa är en bönsyrseart som beskrevs av Krauss 1902. Empusa spinosa ingår i släktet Empusa och familjen Empusidae. Inga underarter finns listade i Catalogue of Life.